# Trận Chơn Thành
Trận Chơn Thành là trận chiến giữa Quân Giải phóng miền Nam Việt Nam và Quân lực Việt Nam Cộng hòa và là một phần trong Cuộc tổng tấn công và nổi dậy mùa xuân 1975. Trận chiến diễn ra tại Chi khu Chơn Thành nằm trên Quốc lộ 13, cách Sài Gòn khoảng 80 km, nó nối liền với tiểu khu An Lộc, vì vậy Việt Nam Cộng hòa đã xây dựng thành tuyến phòng thủ vững chắc ở trên hướng Đông Bắc Sài Gòn.

## Bối cảnh
Sau thắng lợi của chiến dịch Tây Nguyên tháng 3 năm năm 1975. Quân Giải phóng miền Nam Việt Nam chú ý đến Quốc lộ 13, tuyến đường nối liền An Lộc, Chơn Thành, xuống Bàu Bàng, Lai Khê, Thủ Dầu Một và đi về Sài Gòn qua cầu Bình Triệu. Đây là hành lang vận tải quan trọng của Quân lực Việt Nam Cộng hòa từ Sài Gòn lên An Lộc, đồng thời là tuyến phòng thủ ngăn chặn Quân Giải phóng miền Nam Việt Nam tiến công Sài Gòn từ hướng Bắc. Vì thế tại đây Quân lực Việt Nam Cộng hòa đã bố trí một lực lượng quân số và trang bị khá hùng hậu và dày đặc. Tạo thành lá chắn ngăn chặn tuyến hoạt động của Quân Giải phóng miền Nam Việt Nam từ Đông sang Tây và bảo vệ cửa ngõ phía Bắc Sài Gòn. Tại An Lộc. Quân lực Việt Nam Cộng hòa bố trí Liên đoàn 32 biệt động quân. Tại chi khu Chơn Thành Quân lực Việt Nam Cộng hòa bố trí Liên đoàn 31. Tại khu vực Xóm Rớt và phía Nam xóm Rớt Quân lực Việt Nam Cộng hòa bố trí tiểu đoàn 336 và tiểu đoàn 36. Tại Bàu Bàng Quân lực Việt Nam Cộng hòa bố trí chiến đoàn 7 và chiến đoàn 8 của Sư đoàn 5, cùng với chi đoàn xe tăng 182.
Về phía Quân Giải phóng miền Nam Việt Nam, Trung đoàn 273 - Sư đoàn 341 thay thế Trung đoàn 1 - Sư đoàn 9. Tiểu đoàn 2 (Trung đoàn 273) nhận tiếp quản và bảo vệ quận lỵ Dầu Tiếng. Tiểu đoàn 1 (Trung đoàn 273) có nhiệm vụ chốt chặn trên đường 13. Ngăn chặn không cho Quân lực Việt Nam Cộng hòa cơ động từ Xóm Rớt về Bàu Bàng. Bảo vệ hành lang cơ động của Quân Giải phóng miền Nam từ Miền Đông xuống Miền Tây Nam Bộ.

## Lực lượng và vũ khí của hai bên

### Quân Giải phóng miền Nam Việt Nam
Lực lượng gồm:
- Sư đoàn 9. Thiếu trung đoàn 1.
- Trung đoàn 273 - Sư đoàn 341 (gồm tiểu đoàn: 1, 2)
- Lực lượng công binh tăng cường.

Vũ khí trang bị gồm:
- 15 khẩu pháo gồm 4 khẩu 130 mm
- Xe tăng

### Quân lực Việt Nam Cộng hòa
Lực lượng gồm:
- Liên đoàn 31 - Biệt động quân (4 tiểu đoàn: 31, 52, 36 và bộ chỉ huy liên đoàn)
- 3 tiểu đoàn bảo an (gồm tiểu đoàn: 336, 366)
- 4 đại đội độc lập.

Vũ khí trang bị gồm:
- 12 khẩu pháo gồm 105 mm và 155 mm.
- 06 khẩu cối 81 và 2 khẩu cối 160 mm.
- 13 xe tăng và 3 xe thiết giáp 113.

## Diễn biến
5 giờ 30 phút, 31 tháng 3 năm 1975, pháo binh của Quân Giải phóng nã đạn vào chi khu quân sự Chơn Thành. Hướng chủ yếu do Sư đoàn 9 tấn công, đã đánh chiếm đồn tiền tiêu của Quân lực Việt Nam Cộng hòa và bắt được Thiếu tá đồn trưởng. Nhưng do Quân lực Việt Nam Cộng hòa cố thủ và bố phòng với hỏa lực mạnh, có cả xe tăng nên các hướng tấn công của Quân Giải phóng đều bị Quân lực Việt Nam Cộng hòa chặn lại. Hướng tấn công của Tiểu đoàn 2 (Trung đoàn 273, Quân Giải phóng) bước đầu đã bắn phá được một số lô cốt đầu cầu và tháp canh, nhưng do bị lộ ngay từ đầu nên Quân lực Việt Nam Cộng hòa dùng hỏa lực của Quân lực Việt Nam Cộng hòa từ trong các ụ công sự bắn ra dữ dội nên không dứt điểm được, đồng thời Quân lực Việt Nam Cộng hòa cũng tung lực lượng ra bịt các cửa mở và phản công dữ dội, vì vậy Quân Giải phóng miền Nam Việt Nam bị thương vong khá nhiều, Quân Giải phóng không phát triển để đột kích vào được trung tâm. Vì thế trong ngày đầu trận chiến đấu đã diễn ra hết sức cam go, ác liệt Quân Giải phóng vẫn không thể dứt điểm được chi khu Chơn Thành.
7 giờ, 1 tháng 4 năm 1975 hai Tiểu đoàn thuộc Chiến đoàn 8 và 20 xe tăng của Sư đoàn 5 (QLVNCH), lực lượng tăng cường của Quân lực Việt Nam Cộng hòa từ Bàu Bàng lên ứng cứu cho lực lượng đang bị Quân Giải phóng vây ép tại quận lỵ Chơn Thành. Đơn vị này vừa tới ấp Xà Mách đã lọt vào trận địa phục kích của Tiểu đoàn 1 (Trung đoàn 273, Quân Giải phóng) và bị Quân Giải phóng miền Nam Việt Nam tiêu diệt gọn hai đại đội, bắt sống 103 lính, bắn cháy 5 xe tăng. Số còn lại chạy về Bàu Bàng. Kế hoạch chi viện cho Chơn Thành bị bẻ gãy. Suốt ngày 1 tháng 4 cuộc chiến diễn ra ở đây rất quyết liệt.
Đúng 22 giờ, 1 tháng 4 năm 1975 Bộ tư lệnh Quân đoàn 4 thông báo: “Địch ở Chơn Thành bỏ chạy, Sư đoàn 9 đang truy kích địch trên hướng ra Sông Bé. Trung đoàn 273 (Quân Giải phóng) đón đánh Quân lực Việt Nam Cộng hòa từ Chơn Thành chạy về Bàu Bàng và ngăn chặn viện binh của Quân lực Việt Nam Cộng hòa từ Bàu Bàng chạy lên đón tàn quân từ Chơn Thành chạy về”. Trung đoàn 273 (Quân Giải phóng) nhanh chóng bố trí lực lượng hình thành thế bao vây chia cắt Quân lực Việt Nam Cộng hòa. Trung đoàn 273 (Quân Giải phóng) bố trí lực lượng xong trong đêm.
4 giờ 30 phút, 2 tháng 4 năm năm 1975 một toán lính Quân lực Việt Nam Cộng hòa lọt vào trận địa cối 82 của đại đội 14 (Quân Giải phóng). Quân Giải phóng miền Nam Việt Nam nổ súng diệt một số quân địch trong đó có một đại úy. Bắt sống hai trong đó có một thiếu uý. Những tù bình này khai “Tiểu đoàn 366 bảo an và tàn binh của Tiểu đoàn 31 biệt động được lệnh bỏ Xóm Rớt chạy về Bàu Bàng lúc 20 giờ, 1 tháng 4 đang hành quân phía sau”
5 giờ 15 phút, 2 tháng 4, đại đội đi đầu của Quân lực Việt Nam Cộng hòa lọt vào trận địa phục kích của đại đội 14 (Quân Giải phóng). Đại đội 14 nổ súng tấn công. Lực lượng của Quân lực Việt Nam Cộng hòa bị đánh phủ đầu chạy sang hướng Tây bị đại đội 16 (Quân Giải phóng) dùng súng nòng 12,7mm bắn quét. Hướng Tây-Tây Nam Đường 13 các đại đội 9 và đại đội 16 (Quân đội Nhân dân Việt Nam) bắn tới. Hướng Đông Đường 13 các đại đội 10 và đại đội 11 (Quân Giải phóng miền Nam Việt Nam) bắn chặn. Đội hình Quân lực Việt Nam Cộng hòa rối loạn định rút lui trở lại phía Chơn Thành liền bị tiểu đoàn 2 (Trung đoàn 273, Quân Giải phóng miền Nam Việt Nam) chặn lại. Thế là tiểu đoàn 366 bảo an và phần còn lại của tiểu đoàn 31 biệt động hầu như bị tiêu diệt hoàn toàn.
Cùng ngày, tiểu đoàn 2 (Chiến đoàn 8, Quân lực Việt Nam Cộng hòa) từ Bàu Bàng lên đón tàn quân ở Chơn Thành vừa tới Xà Mách bị tiểu đoàn 1 (Trung đoàn 273, Quân Giải phóng miền Nam Việt Nam) chặn đánh, giết chết 81 lính, bắt sống 23 lính.
3 tháng 4 năm 1975 các đơn vị trung đoàn 273 (Quân Giải phóng) thừa thắng truy kích tiêu diệt lực lượng Quân lực Việt Nam Cộng hòa còn lại tản mác trong khu vực diệt và bắt sống thêm hơn 400 lính. Toàn bộ lực lượng Quân lực Việt Nam Cộng hòa ở Chơn Thành và lực lượng từ nơi khác đến ứng cứu cho Chơn Thành đều bị tiêu diệt và bắt sống.

## Kết quả
Quân Giải phóng miền Nam giành quyền kiểm soát Chi khu Chơn Thành chính thức vào ngày 2 tháng 4 năm 1975. Trung đoàn 273 mất 268 người.
4 tháng 4 năm 1975, pháo của Quân lực Việt Nam Cộng hòa vẫn bắn về Chơn Thành từ Bến Cát và Bàu Bàng. Vì thời điểm này Quân Giải phóng vẫn chưa giành được quyền kiểm soát Bàu Bàng, Bến Cát và Thủ Dầu Một.
6 tháng 4 năm 1975, Quân Giải phóng hoàn thành chốt chặn trên đường 13. Các đơn vị Quân Giải phóng hành quân về Long Khánh để tham chiến Trận Xuân Lộc.
Quân lực Việt Nam Cộng hòa rút quân về Bàu Bàng, Bến Cát... tìm cách tái chiếm Chơn Thành nhiều lần nhưng thất bại. Thị trấn An Lộc mà cách đó 3 năm QLVNCH giữ rất vững, giờ đây phải tự giải tán vì bị cô lập hoàn toàn.

## Nhận định
Chiến thắng Chơn Thành của Quân Giải phóng có ý nghĩa chiến lược khi đã đập tan cứ điểm vô cùng quan trọng của Quân lực Việt Nam Cộng hòa ở tiểu khu Bình Dương, mở toang cánh cửa phía bắc Thủ Dầu Một để các đơn vị khác của Quân Giải phóng tiến xuống phía Nam, chiếm lĩnh các cứ điểm còn lại trên Quốc lộ 13 như: Lai Khê, Bến Cát, Thủ Dầu Một, Lái Thiêu, …
Chiến thắng Chơn Thành và Chiến thắng Xuân Lộc - Long Khánh đã tạo ra một địa bàn rộng lớn cho các lực lượng, các quân, binh chủng của Quân Giải phóng miền Nam Việt Nam có cơ hội tập trung lực lượng tạo quả đấm cực mạnh vào Sài Gòn - dinh lũy cuối cùng của chế độ Việt Nam Cộng Hòa, dẫn đến sự kiện ngày 30 tháng 4 năm 1975, chấm dứt Chiến tranh Việt Nam.